# Rhabdophis swinhonis
Rhabdophis swinhonis är en ormart som beskrevs av Günther 1868. Rhabdophis swinhonis ingår i släktet Rhabdophis och familjen snokar. Inga underarter finns listade i Catalogue of Life.
Denna orm förekommer på Taiwan. Den lever i skogar, i buskskogar och på odlingsmark intill vattendrag. Födan utgörs av groddjur. Honor lägger ägg.
För beståndet är inga hot kända. Hela populationen anses vara stabil. IUCN kategoriserar arten globalt som livskraftig.